# مدار الکتریکی

مدار الکتریکی شامل مقاومت و منبع ولتاژ

مدار الکتریکی در دانش مهندسی برق به هر مسیر بسته‌ای که بستر عبور جریان الکتریکی یا شارش باشد می‌گویند. مدار می‌تواند متشکل از رساناها و عناصر نیمه‌هادی و نیم‌رسانا باشد که مسیر عبور جریان است. همچنین می‌تواند مسیر بسته‌ای باشد که شار الکتریکی یا مغناطیسی را از درون خود گذر می‌دهد.
اگر قطعات تشکیل دهنده مدار، الکتریکی باشند، مدار الکتریکی نامیده می‌شود و اگر برخی از قطعات، الکتریکی و برخی الکترونیکی باشند، مدار الکترونیکی است.
مدارهای الکتریکی خطی نوعی از این مدارها هستند که از یک منبع جریان یا ولتاژ و عناصر خطی همانند مقاومت تشکیل می شوند. جهت تحلیل این مدارها می توان از روش‌هایی چون پاسخ فرکانسی و تبدیل لاپلاس استفاد کرد.
هر مدار الکتریکی از مؤلفه‌های زیر تشکیل شده‌است:
1. یک منبع تغذیۀ مانند باتری یا مولد
2. سیم‌ها یا نوارهای ارتباط دهندهٔ مدار، که از یک مادهٔ رسانای الکتریسیته خوب  مانند مس ساخته می‌شوند.
3. قطعات مداری همچون خازن، مقاومت، القاگر، دیود، ترانزیستور و …

## تعریف المان‌های اصلی مدار الکتریکی
تعریف المان‌های اصلی مدار الکتریکی
برخی از مهم‌ترین المان‌های مدارهای الکتریکی عبارت‌اند از:
نیروی محرکه الکتریکی: به انگلیسی Electromotive force، به ولتاژی گفته می‌شود که به‌وسیله یک باتری یا نیروی مغناطیسی (طبق قانون فارادی که بیان می‌کند یک میدان مغناطیسی متغیر با زمان، جریان الکتریکی القا می‌کند) تولید می‌شود.
جریان الکتریکی: به انگلیسی Electric Current، به مقدار بار الکتریکی عبوری از واحد سطح در واحد زمان گفته می‌شود. در حقیقت، جریان الکتریکی ناشی از حرکت الکترون‌ها در یک جسم رسانا می‌باشد.
توان الکتریکی: آهنگ انتقال انرژی الکتریکی به‌وسیله یک مدار الکتریکی در واحد زمان است. یکای SI توان، وات یا یک ژول بر ثانیه می‌باشد.
بار الکتریکی:‌ به انگلیسی Electric charge، شامل خاصیت فیزیکی ماده است و هنگامی که در میدان الکتریکی قرار می‌گیرد، به آن نیرو وارد می‌شود. به‌طورکلی بار الکتریکی دارای دو نوع اصلی است: بار مثبت و بار منفی. بار مثبت شامل پروتون‌ها و بار منفی شامل الکترون‌ها می‌باشد. بارهای هم‌نام همدیگر را دفع و بارهای ناهمنام همدیگر را جذب می‌کنند.